# Suore della Congregazione di Nostra Signora

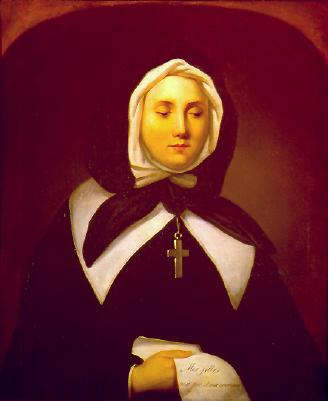
Marguerite Bourgeoys

Le Suore della Congregazione di Nostra Signora (in francese Congrégation de Notre-Dame de Montréal, in latino Congregatio a Domina Nostra Marianopolitana) sono un istituto religioso femminile di diritto pontificio: i membri di questa congregazione pospongono al loro nome la sigla C.N.D.

## Storia
La congregazione venne fondata da Marguerite Bourgeoys (1620-1700): dopo la morte della madre, si unì alle Canonichesse di Sant'Agostino della Congregazione di Nostra Signora emettendo i voti privati di povertà e castità; nel 1653, rispondendo all'invito di Paul Chomedey de Maisonneuve, fondatore di Montréal, lasciò la natia Francia e partì per il Canada con l'intenzione di aprirvi una scuola per i figli dei coloni. Crescendo il numero degli alunni, nel 1658 la Bourgeoys tornò in patria e, a Troyes, organizzò una comunità di quattro giovani donne disposte a unirsi alla sua missione e a seguirla nel nuovo continente.
Le donne si costituirono in associazione di insegnanti secolari legate dalla promessa di seguire la regola della comunità: il 29 ottobre 1659 le donne iniziarono la vita comune presso la scuola di Ville-Marie (Montréal). Il 20 maggio 1669 François de Montmorency-Laval, vescovo di Québec, affidò alle sorelle la direzione di tutte le scuole della diocesi e, il 6 agosto 1676, concesse alla congregazione l'approvazione canonica.
Sotto la direzione dei sacerdoti della Compagnia di San Sulpizio nel 1698 la comunità, da compagnia di insegnanti secolari, si trasformò in congregazione religiosa: papa Pio IX concesse il decreto di lode l'11 marzo 1863 e approvò definitivamente la Congregazione di Nostra Signora il 23 agosto 1876.
La fondatrice è stata canonizzata da papa Giovanni Paolo II il 31 ottobre 1982.

## Attività e diffusione
Le Suore della Congregazione si dedicano prevalentemente all'istruzione ed educazione cristiana della gioventù e ad altre opere assistenza e promozione sociale.
Sono presenti in Camerun, Canada, Francia, Giappone, Guatemala, Haiti, Paraguay, El Salvador e Stati Uniti d'America: la sede generalizia è a Montréal.
Al 31 dicembre 2005 l'istituto contava 1.333 religiose in 165 case.